# Ramón de la Quintana
Fray Ramón de la Quintana (* 1774 bei Santander; † 19. Jahrhundert) war ein Franziskanerpater und Pädagoge.
Pater Ramón wurde 1810 zum Guardian des 1740 gegründeten und später nach ihm benannten Franziskanerkollegs von Catamarca berufen, das zu der Zeit als bedeutendste Hochschule für Literatur in Argentinien neben Córdoba galt. Er unterrichtete hier Latein und Rhetorik und war prägend für zahlreiche argentinische Persönlichkeiten wie den Politiker und Komponisten Amancio Alcorta, den Franziskanerpater
Mamerto Esquiú, der mit seiner Predigt Laetamur de Gloria Vestra für die Einheit und Verfassung Argentiniens (1853) bekannt wurde, die Bischöfe Luis Gabriel Segura, Wenceslao Achával, Benedicto Rizo Patrón und Nicolás Aldaza und die Gouverneure José Cubas und Marco Avellaneda.